# Ephippiorhynchus asiaticus
Jabiru-asiático ou jabiru-oriental (Ephippiorhynchus asiaticus), também referido como cegonha-de-pescoço-preto, é uma espécie grande de cegonha que reside no subcontinente indiano e no sudeste asiático, com uma população existente na Austrália. Vive em habitats pantanosos e perto de campos de certas culturas, como arroz e trigo, onde se alimenta de uma ampla variedade de presas. Aves adultas de ambos os sexos têm bico pesado e padrões brancos e pretos iridescentes, mas os sexos diferem na cor da íris, com as fêmeas exibindo íris amarelas e os machos com íris escuras. Na Austrália, é conhecido como jabiru. Embora esse nome se refira a uma espécie de cegonha encontrada nas Américas. É uma das poucas espécies de cegonhas que é fortemente territorial na alimentação e proteção territorial.

## Características
O jabiru-asiático é uma espécie de ave grande, variando de 129 a 150 centímetros de altura, com 230 centímetros de envergadura de ponta a ponta. O único peso publicado para a espécie era de 4,10 kg, mas isso é 35% mais leve que a massa corporal do jabiru-africano, intimamente relacionado e similar em dimensões. O que leva a conclusão que o espécime em questão poderia estar no limite inferior de tamanhos alcançáveis ou simplesmente desnutrido. 